# Angelo Montanari
Angelo Montanari (Bologna, 1849 – aldaar, 9 februari 1921) was een Italiaans componist, muziekpedagoog, arrangeur en dirigent.

## Levensloop
Montanari werd na zijn muziekstudie eerst directeur van de muziekschool in Capo d'Istria en dirigent van de Banda (harmonieorkest) van deze muziekschool. Verder was hij dirigent van verschillende banda's in Triëst, Cuneo en van de Banda Sociale Bresciana in Brescia. Vervolgens werd hij van 1889 tot 1903 militaire kapelmeester van de Militaire muziekkapel het 1e Regiment Granatieri di Sardegna van de VIe Cavalerie-brigade. Daarna was hij van 1904-1908 militaire kapelmeester van de Militaire muziekkapel van het 50e Infanterie-Regiment, die toen bij de brigade Parma behoorde. 
Vervolgens was hij opnieuw dirigent van diverse blaasorkesten zoals van de Banda Musicale Società Filarmonica Amatoriale di Rivarolo Canavese.
Volgens gebreke aan authentieke literatuur bewerkte hij vele klassieke werken voor banda (harmonieorkest) zoals:  
- Antonio Bazzini: Re Lear, overtura
- Ernesto Beccucci: Corsa elettrica da Firenze a Fiesole, galop, op.207
- Ernesto Beccucci: Duca d'Aosta, wals
- Ernesto Beccucci: Labbra coralline, mazurka, op. 206
- Ernesto Beccucci: Punto e virgola, polka, op. 205
- Ernesto Beccucci: Spighe d'oro, wals, op. 204
- Ludwig van Beethoven: Fidelio (Leonora) Overtura, op. 72
- Vincenzo Billi: Mont blanc, mars voor mandoline (of viool) en piano, op. 56
- Elsa Gregori: Avanti! Avanti! Granatieri, Gran marcia per Banda
- Antônio Carlos Gomes: Selectie uit de opera "Maria Tudor", dramma lirico in quattro atti
- S. Auteri Manzocchi: Selectie uit de opera "Dolores", dramma lirico in quattro parti
- Jules Massenet: Selectie uit de opera "Il re di Lahore", opera in cinque atti
- Giacomo Meyerbeer: La Stella del Nord (L'Étoile du Nord), ouverture
- Wolfgang Amadeus Mozart: Giove ("Jupiter"-symfonie nr. 41 in C-groot, KV 551), sinfonia 1. e 2. tempo
- Wolfgang Amadeus Mozart: Giove ("Jupiter"-symfonie nr. 41 in C-groot, KV 551), sinfonia 3. e 4. tempo
- Cesare Pascucci: Selectie uit de opera "Ersilia", opera buffa in tre atti
- Giacomo Puccini: Selectie uit de opera "Le Villi", Coro d'introduzione e Preghiera Finale

Naast deze arrangementen schreef hij als componist eigen werk voor banda (harmonieorkest), liederen, kamermuziek en werken voor piano. 

## Composities

### Werken voor banda (harmonieorkest)
- 1875 Pensieri lugubri in forma di marcia funebre
- 1893 Omaggio a Boito - Mefistofele, Fantasia
- 1894 Fantasia sull'opera "Mefistofele" van Arrigo Boito
- 1895 In camerata, marcia militare
- 1899 I Quattro mori, mars-polka
- 1899 Pastorale, voor fanfare en klein harmonieorkest
- 1900 Ufficialità italiana, marcia militare
- 1906 Esposizione Internazionale, marcia
- Alpi Giulie!, marcia
- Capriccio di bravura
- Saluto reale, grote militaire mars
- Savoia-Petrovich, marcia reale italiana

### Vocale muziek

#### Liederen
- 1874 Amore!, Romance voor tenor en piano - tekst: Dr. G.M. Milano

### Kamermuziek
- 1903 Meditazione, voor saxofoonkwartet
- 1906 A Como!..., voor 2 mandolines en gitaar

### Werken voor piano
- Improvviso
- In riviera

### Pedagogische werken
- Giro armonico : studio teorico pratico sull'accordatura per ottenere la perfetta intonazione e l'affiatamento di una banda musicale